# 矢田部美佐保
矢田部 美佐保（やたべ みさほ、1884年（明治17年）4月30日 - 没年不明）は、昭和時代前期の官吏。東京市江戸川区長、牛込区長。

## 経歴
矢田部一実の四男として島根県に生まれる。日本大学法科を卒業し、1912年（明治45年）東京市に奉職する。麹町区勤務、市庶務課、財務課、地理課勤務、広尾病院事務長を経て、1934年（昭和9年）6月30日、江戸川区長に就任。1936年（昭和11年）10月10月まで務めた。
ついで豊島病院、駒込病院各事務長、社会局保護課長を経て、1938年（昭和13年）12月24日、牛込区長に就任し、1940年（昭和15年）8月17日まで務めた。